# Occidenchthonius vachoni
Occidenchthonius vachoni é uma espécie de pseudoescorpião descoberta no maciço calcário de Sicó, em Leiria, em Portugal.